# Leïla Bendahmane
Leïla Bendahmane, née Boudina en 1959, est une athlète algérienne. 

## Biographie
Après une médaille de bronze sur 3 000 mètres aux championnats du Maghreb en 1983 à Casablanca, Leïla Bendahmane remporte la médaille de bronze du 1 500 mètres et du 3 000 mètres lors des championnats d'Afrique 1984 à Rabat. 
Elle est médaillée d'or du semi-marathon aux championnats panarabes 1995 au Caire.
Elle est sacrée championne d'Algérie du 800 mètres en 1978, du 1 500 mètres et du 3 000 mètres en 1984 et 1993, du 5 000 mètres en 1995, du 10 000 mètres et de cross long en 1979, en 1980, en 1984 et 1994.
Elle est aussi sacrée championne d'Algérie du semi-marathon vendredi 29 mars 1996 à Ain-Témouchent , réalisant un record national en 1 h 14 min 24 s, battant son propre record qui était de 1 h 18 min 22 s. 

### Vie privée
Leïla Boudina était mariée à son entraîneur Abdelkader Bendahmane, originaire de Tlemcen, et avait trois enfants avec lui. Son mari est décédé le 27 février 1993 en France.